# Alessio Bombaci
Alessio Bombaci (geb. 27. August 1914 in Castroreale; gest. 20. Januar 1979 in Rom) war ein italienischer Orientalist und Turkologe.

## Leben und Werk
Alessio Bombaci wurde 1914 in Castroreale geboren. Er war Professor am Institut für Orientalistik in Neapel. Er ist Autor von Werken zu den Sprachen und Literaturen des „tripode islamico“ (d. h. Arabisch, Persisch, Türkisch). Er war einer der Mitwirkenden an dem Werk Philologiae Turcicae Fundamenta (2. Band). In seinem Buch Geschichte der türkischen Literatur (ital.; zuerst 1956, später in neuer Auflage; auch ins Französische übersetzt: Histoire de la littérature turque, Paris 1968) in der Reihe Storia delle letterature di tutto il mondo werden neben den Klassikern anderer turksprachiger Völker beispielsweise auch ʿImād ad-Dīn Nasīmī und Fuzūlī gesondert behandelt. Seine englische Ausgabe von Fuzūlīs Dichtung Leila und Madschnun (1970, London, übersetzt aus dem Türkischen von Sofi Huri) enthält eine ausführliche Einführung in Leben und Werk des Dichters. Sie fand Aufnahme in der UNESCO-Sammlung repräsentativer Werke.

## Publikationen (Auswahl)
- (Mitherausgeber) Philologiae Turcicae Fundamenta. Ediderunt Louis Bazin, Alessio Bombaci, Jean Deny, Tayyib Gökbilgin, Fahir Iz, Helmut Scheel. Wiesbaden, Steiner, 1964, Band 2 (curavit, auxit, indices adiecit Pertev Naili Boratav). LXXI.
- Storia della letteratura turca dall'antico impero di Mongolia all'odierna Turchia. Nuova Accademia Editrice, Mailand 1956.
- Alessio Bombaci: La letteratura turca - con un profilo della letteratura mongola. Sansoni/Accademia, Florenz/Mailand 1969.
- Übergang zur Moderne. In: Historia mundi, Bd. 7. Lehnen, München 1957.
- Fuzūlī: Leyla and Mejun. Translated from the Turkish by Sofi Huri. With a history of the poem, notes, and bibliography by Alessio Bombaci. (UNESCO Collection of Representative Works. Turkish Series). George Allen & Unwin Ltd, Ruskin House Museum Street, London 1970.
- (mit Stanford J. Shaw), L'Impero ottomano. Unione Tipografico-Editrice Torinese, Turin 1981, in: André Guillou, Filippo Burgarella, BAUSANI Alessandro Bausani, Alessio Bombaci, Stanford Shaw: L'impero Bizantino e l'Islamismo. (= Band 1) L'impero Ottomano. (= Band 2) UTET, Turin 1981.
- Maria Pia Pedani Fabris, Alessio Bombaci (Hrsg.): I „documenti turchi“ dell’Archivio di Stato di Venezia (= Pubblicazioni degli Archivi di Stato. Strumenti, 122). Ministero per i beni culturali e ambientali – Ufficio centrale per i beni archivistici, Rom 1994, ISBN 88-7125-090-7.
- Maria Pia Pedani Fabris, Alessio Bombaci (Hrsg.): Inventory of the Lettere e Scritture Turchesche in the Venetian State Archives, Brill, 2010.
- "La dottrina storiografica di Ibn Khaldun", in: Annali della Scuola Normale di Pisa, XV, 1946.
- "Postille alla traduzione della Muqaddimah di Ibn Haldun", in: AION, n.s. III, 1949.
- "The Kūfic inscription in Persian verses in the court of the Royal Palace of Masʻūd III at Ghazni", in: Roma, Is.M.E.O., 1966.
- "Le fonti turche della battaglia delle Gerbe", in: Rivista degli Studi Orientali, XIX-XX.
- "Venezia e l'impresa turca di Otranto", in: Rivista storica italiana, 1954.
- E. Rossi e A. Bombaci, Elenco dei drammi religiosi persiani (fondo mss. Vaticani Cerulli), Città del Vaticano 1961.